# ژارویان
ژارویان (به مجاری:  Zsarolyán) یک منطقهٔ مسکونی در مجارستان است که در ناحیه فهردیارمات واقع شده‌است. ژارویان ۶٫۳۹ کیلومتر مربع مساحت و ۴۶۰ نفر جمعیت دارد.